# Javier Ros
Javier Ros Añón, noto come Javi Ros (Pamplona, 19 luglio 1990), è un ex calciatore spagnolo, di ruolo centrocampista.

## Carriera
Nella parte finale della stagione 2008-2009 fa il suo esordio in prima squadra con la Real Sociedad, giocando 3 partite in Segunda Division, la seconda serie spagnola. Nella stagione 2012-2013 disputa 6 partite nella massima serie spagnola, sempre con la Real Sociedad.
Nella stagione 2013-2014 colleziona 9 presenze nella Liga e fa anche il suo esordio in Champions League, subentrando nella gara persa contro il Bayer Leverkusen il 2 ottobre 2023, nella fase a gironi. Colleziona anche una seconda presenza contro lo Shakhtar Donetsk.
A fine anno lascia la squadra di Donostia per accasarsi al Maiorca, in Segunda División. Resta per due stagioni nel club delle Baleari, collezionando 38 presenze e 3 gol tra campionato e coppa nazionale.
Nel 2016 firma con il Real Saragozza, sempre nella Segunda División spagnola. Con la squadra aragonese si ritaglia un ruolo da protagonista: vestendo la maglia numero "10", disputa sei stagioni e mezza, qualificandosi due volte ai play-off, nel 2018 e nel 2020, senza però riuscire ad ottenere la promozione nella massima serie. 
Dopo 160 partite, il 30 gennaio 2022 lascia il Real Saragozza per unirsi in prestito all'Amorebieta, al fine di ritrovare forma fisica e minutaggio in campo, dopo alcuni problemi fisici che lo avevano tenuto a lungo fuori dal campo e dopo aver faticato a trovare spazio in squadra. Nei primi mesi della stagione, infatti, l'allenatore Juan Ignacio Martínez lo aveva impiegato soltanto in due spezzoni di partite di Coppa del Re. Nel contratto di prestito viene inserita una clausola per la quale il giocatore non può essere impiegato contro il Real Saragozza.
Una volta terminato il prestito e rimasto senza contratto, nella stagione 2022-2023, si accasa da svincolato al Badajoz e in quella successiva al Rajo Majadahonda, ma è costretto nuovamente a fermarsi a causa di un nuovo problema al ginocchio, che lo spinge a ritirarsi dal calcio giocato all'età di 34 anni.